# I mercenari raccontano...
I mercenari raccontano... è un film del 1985, diretto da Sergio Pastore e tratto dal libro Antologia di un sogno scritto dallo stesso regista.

## Trama
Afghanistan. La squadra di mercenari composta da Tony Valenti, Paul, Victor, Mike e dal capitano Stewart ha perso ogni comunicazione con il comandante Johnson che decide di andare alla loro ricerca. Anche un prete decide di partire dalla missione in Pakistan in cui si trova alla ricerca dell'amico Tony. I mercenari dispersi si recano in marcia verso un punto prestabilito in caso di perdita di comunicazioni con il comando e arrivati nel luogo nell'attesa iniziano a ripensare alle vicissitudini passate. Paul ricorda la sua volontà di diventare mercenario per poter godere di un'indipendenza economica rispetto alla fidanzata Monique, mentre il capitano Stewart ripensa al contrastato rapporto con Viviane, osteggiato dalla di lei sorella Susan. Tony invece rivive il tentativo di rapimento di Eliana, e la successiva ricerca dei colpevoli con l'aiuto di un commissario riuscendo ad assicurarli alla giustizia; anche Mike rimpiange la sua vita precedente da contadino assieme a Lola. I mercenari però vengono sorpresi dai ribelli afghani e durante una sparatoria la maggior parte di loro muore.
Nel frattempo, il prete riesce a raggiungere il comandante Johnson che gli racconta le vicende che lo hanno portato a diventare mercenario. Inizialmente lavora come bancario arrivando a rubare una somma ingente alla banca, ma all'improvviso gli viene diagnosticato un male incurabile, che misteriosamente in seguito scompare. Questo evento miracoloso lo porta a restituire i soldi sottratti alla banca prelevandoli dai propri risparmi: per questo il comandante Johnson sì arruola come mercenario per conto di Blanko, anche proprietario di un locale con alcune prostitute. Johnson ne conosce due, Dolores e Maria, la prima in procinto di sposarsi e cambiare vita, mentre la seconda non può farlo perché ricattata da Blanko. Il comandante dunque decide di donare del denaro a Maria per aiutarla, mentre intesta una polizza sulla vita a Dolores; partito in guerra come mercenario Johnson incontra un compagno che negli ultimi istanti di vita gli affida una busta con cui la moglie potrà incassare i suoi soldi per garantirle una disponibilità economica anche da vedova. Johnson decide quindi a fare un voto: se riuscirà a ritornare vivo in patria, sposerà Dolores; il comandante ritornato sano e salvo sposa la prostituta che inizia a lavorare come commessa. Dopo poco tempo però, Dolores viene scoperta dal marito a prostituirsi di nuovo: i due si lasciano.
Concluso il racconto, il prete e Johnson raggiungono il gruppo di mercenari scomparsi scoprendo che sono stati tutti uccisi, fa eccezione Paul rimasto paralizzato sulla sedia a rotelle e rinchiuso in se stesso dopo una crisi religiosa. Il comandante decide di incontrare Maria, ritornata a prostituirsi, per convincerla a tornare insieme a lui non riuscendoci.

## Colonna sonora
- Addio mercenario (E. Bomba - Sara Pastore - Laura Pastore), cantata da Laura Troschel
- Semafori rossi (Sara Pastore - Laura Pastore), cantata da Laura Troschel
- Lola in the mood (Carbone - Manna - Di Napoli), cantata dagli Orphic